# М. Стенли Витингам
М. Стенли Витингам (енгл. M. Stanley Whittingham) рођен је 22. децембара 1941. у Нотингему  у Уједињеном Краљевству у Енглеској. Добитник је Нобелове награде за хемију 2019. године за развој литијум-јонских батерија. 
Награду дели са још два научника а то су Џон Б. Гудинаф ( енгл. John B. Goodenough) и Акира Јошино (енгл. Akira Yoshino).

## Живот и каријера
М. Стенли Витингам је студирао на Оксфордском универзитету у Оксфорду и тамо докторирао 1968. године.
Постдокторат је одбранио на Универзитету Станфорд ( Станфорд, Калифорнија), у Сједињеним Државама. 
После постдоктората радио је за нафтне компаније Ексон мобил и Schlumberger пре него што је 1988. постао професор на Државном универзитету Бингамтон у Весталу (Њујорк, САД).

## Развој литијум-јонске батерије
Током нафтне кризе 1970-их постављен је темељ литијум-јонске батерије.
Стенли Витингам радио је на развоју енергетских технологија које се не ослањају на фосилна горива. Открио је титанијум дисулфид - енергијом богат материјал - који је користио за прављење катода у литијумским батеријама. Направио је аноду од литијума. То је имало велику предност за ослобађање електрона, чинећи их погодним за батерије. На тај начин је настао уређај који је могао да ослободи само нешто више од два волта.
Џон Б. Гудинаф да би унапредио литијум-јонску батерију, искористио је кобалт оксид да побољша потенцијал литијумских батерија на четири волта. 
Са Гудинафовом катодом као базом Акира Јосино је направио прву комерцијално исплативу батерију 1985. године.

### Значај открића
Развитак литијум-јонских батерија омогућио је значајан допринос напретку уређаја који се користе у свакодневном животу. Батрија која се може пунити користи се у мобилним телефонима, лаптоповима и електричним аутомобилима.
Предност литијум-јонских батерија је та што се не заснивају на хемијским реакцијама које разграђују електроде, већ на литијум-јонима који теку између аноде и катоде.

## Нобелова награда
Нобелов комитет је у свом саопштењу изнео о значају открића: „Литијум-јонске батерије користе се глобално да напуне преносиве електронске уређаје које користимо за комуникацију, посао, учење, слушање музике и потрагу за знањем."
Чланица комитета Сара Сногеруп Линс, са Универзитета у Лунду  је рекла о открићима и лауреатима: "Добили смо приступ технолошкој револуцији. Лауреати су развили лаку батерију високог потенцијала за примену у многим уређајима."
Професор Рамстром, члан Нобеловог комитета са Универзитета у Масачусетсу рекао је: „Ова батерија је врло, врло добра. Има велику снагу и високо енергичну ефикасност, па је нашла примену готово свуда."